# Бабаэски
Бабаэски́ (тур. Babaeski) — город и район в провинции Кыркларели (Турция).

## География
Город находится в центре Восточнофракийской равнины, в 25 километрах к югу от Кыркларели.

## История
Во время Балканской войны при Бабаэски болгарская армия нанесла тяжелое поражение османским силам.
В 1912 году в городе и районе проживало:
Турки - 9 728 чел.
Греки - 6 624 чел.
Болгары - 972 чел.
Источник: George Sotiriadis: An Ethnological Map Illustrating Hellenism in the  and, 1918
После поражения Османской Турции в Первой мировой войне, город был под контролем греческой армии и согласно Севрскому миру 1920 отошёл, как и почти вся Восточная Фракия, к Греции. Но согласно Лозаннским соглашениям 1923 Греция передала город уже Турецкой Республике. Греческое население было вынуждено переселится в Грецию.

## Достопримечательности
- Старая мечеть (Eski Cami), построена в 1467 году
- Мечеть Джедид Али Паша (Cedid Ali Paşa Camii), построена архитектором Синаном в 1555 в стиле мечети Селимие
- Четырёхсторонний фонтан (Dördüzlü Çeşme), построен в XVII веке
- Мост Бабаэски, построен в 1633 году.
- Хамам
- Средняя школа «Ататюрк», построена в 1914 году